# بندر باعجاج
بندر أحمد باعجاج ، لاعب كرة قدم سعودي يلعب في نادي البكيرية.
مثل نادي الوحدة ونادي الطائي ونادي ضمك ونادي أحد ونادي جدة ونادي الساحل ونادي العلا ونادي البكيرية.

## روابط خارجية
- بندر با عجاج على موقع قاعدة بيانات كرة القدم.إي يو (الإنجليزية)
- بندر با عجاج على موقع Soccerway.com (الإنجليزية)